# Кирша, Фаустас
Фа́устас Ки́рша (лит. Faustas Kirša; 25 февраля 1891, Сянадварис, ныне Зарасайский район — 5 января 1964, Бостон, США) — литовский писатель, переводчик, автор либретто.

## Биография
Учился в гимназиях в Ковне и Москве, аттестат получил в Орле. Закончил в Вильне педагогические курсы (1915). Работал учителем. Учился в Берлине — слушал лекции в университете (1921—1926). Работал в периодической печати: редактировал культурное приложение к газете «Летувос айдас» (лит. «Lietuvos aidas», «Эхо Литвы»), литературно-художественный альманах «Дайнава», позднее журнал «Прадай ир жигяй» (лит. «Pradai ir žygiai», «Начала и стремления»).
В 1944 году эмигрировал из Литвы в Германию. В 1949 году переехал в США.

## Творчество
Стихотворения начал публиковать в 1912 году. Первый сборник «Омуты» („Verpetai“) выпустил в 1918 году. В поэзии ориентировался на поэтику символизма; большинство стихотворений медитативного характера. Отдельные его стихотворения на русский язык переводили до Второй мировой войны Евгений Шкляр, в советский период — А. Големба.

## Переводы
На литовский язык переводил произведения Юзефа Крашевского («Витолёрауда», 1924), Зыгмунта Красинского («Небожественная комедия», 1928), Льва Толстого. Переводил также пьесы и либретто опер («Демон» А. Г. Рубинштейна), «Кармен» Ж. Бизе, вместе с Балисом Сруогой — «Травиата» Джузеппе Верди).

## Сборники поэзии
- Verpetai. 1918.
- Aidų aidužiai. 1921.
- Suverstos vagos. 1926.
- Giesmės. 1934.
- Maldos ant akmens. 1937.
- Piligrimai. 1939.
- Tolumos. 1947.
- Šventieji akmenys. 1951.

## Поэмы
- Rimgaudo žygis (l930).
- Pelenai (кн. 1—2, 1930—1938).